# Schizaphis longicaudata
Schizaphis longicaudata är en insektsart som beskrevs av Hille Ris Lambers 1939. Schizaphis longicaudata ingår i släktet Schizaphis och familjen långrörsbladlöss. Enligt den finländska rödlistan är arten nära hotad i Finland. Arten är reproducerande i Sverige. Artens livsmiljö är strandängar vid sötvatten. Inga underarter finns listade i Catalogue of Life.